# When You See Yourself
When You See Yourself è l'ottavo album in studio del gruppo musicale statunitense Kings of Leon, pubblicato nel 2021.

## Tracce
1. When You See Yourself, Are You Far Away – 5:47
2. The Bandit – 4:10
3. 100,000 People – 5:44
4. Stormy Weather – 3:42
5. A Wave – 5:23
6. Golden Restless Age – 4:33
7. Time in Disguise – 4:45
8. Supermarket – 4:58
9. Claire & Eddie – 4:52
10. Echoing – 3:37
11. Fairytale – 3:55

## Formazione
- Caleb Followill - voce, chitarra
- Jared Followill - basso, tastiera, cori
- Matthew Followill - chitarra, tastiera, cori
- Nathan Followill - batteria, percussioni, cori